# Ethilla translucens
Ethilla translucens là một loài ruồi trong họ Tachinidae.